# Alexandra Stan
Alexandra Stan (Constanţa, 10. lipnja 1989.), rumunjska pjevačica i tekstopisac.

## Biografija
Alexandra Stan rođena je 10. lipnja 1989. u Constanţi u Rumunjskoj.  Pohađala je Traian srednju školu u Constanţi a trenutno studira drugu godinu na Fakultetu za Menadžment "Andrei Saguna". Sudjelovala je u mnogim glazbenim natjecanjima, dobivši na njima mnoge nagrade.
2009. godine je objavila svoj debitantski singl, "Lollipop (Param Pam Pam)". Sljedeće godine je predstavljena njena druga pjesma, "Mr. Saxobeat", koja je držala prvo mjesto na Rumunjskom Airplay Chartu jedan tjedan počevši 8. studenog 2010. Pjesma je također dosegnula prvo mjesto na rumunjskim Top 100 Hitovima. Polako se penjala na glazbene ljestvice u Europi, postavši međunarodni hit, ušla je u top 10 u preko 20 država. Njezin treći singl "Get Back (ASAP)" se trenutno penje na ljestvicama i drži četvrto mjesto u Rumunjskoj. Ostale pjesme su "We Wanna" (u suradnji s Innom i Daddyem Yankeeom). Također je i snimila pjesme Dance,Vanilla Chocolate i još mnogo njih.

## Diskografija

### Albumi
| Naslov albuma  | Detalji albuma                                                                          |
| -------------- | --------------------------------------------------------------------------------------- |
| Alexandra Stan | - Izdan: rujan 2011 - Diskografska kuća: Ultra Records - Format: CD, digitalni download |

### Singlovi
| Godina | Pjesma                         | Najbolja pozicija na ljestvicama | Najbolja pozicija na ljestvicama | Najbolja pozicija na ljestvicama | Najbolja pozicija na ljestvicama | Najbolja pozicija na ljestvicama | Najbolja pozicija na ljestvicama | Najbolja pozicija na ljestvicama | Najbolja pozicija na ljestvicama | Najbolja pozicija na ljestvicama | Najbolja pozicija na ljestvicama | Najbolja pozicija na ljestvicama | Najbolja pozicija na ljestvicama | Tiraža                                                                               | Album          |
| Godina | Pjesma                         | ROM                              | AUS                              | AUT                              | CAN                              | FRA                              | GER                              | IRL                              | ITA                              | SPA                              | SWI                              | UK                               | US                               | Tiraža                                                                               | Album          |
| ------ | ------------------------------ | -------------------------------- | -------------------------------- | -------------------------------- | -------------------------------- | -------------------------------- | -------------------------------- | -------------------------------- | -------------------------------- | -------------------------------- | -------------------------------- | -------------------------------- | -------------------------------- | ------------------------------------------------------------------------------------ | -------------- |
| 2009   | "Lollipop (Param, Pam, Pam)"   | 18                               | —                                | —                                | —                                | —                                | —                                | —                                | —                                | —                                | —                                | —                                | —                                | —                                                                                    | Alexandra Stan |
| 2011   | "Mr. Saxobeat"                 | 1                                | 49                               | 1                                | 25                               | 6                                | 1                                | 6                                | 1                                | 3                                | 1                                | 3                                | 92                               | - Italija: 2× Platinasta - Švedska: Platinasta - Danska: Zlatna - Španjolska: Zlatna | Alexandra Stan |
| 2011   | "Get Back (ASAP)"              | 4                                | —                                | —                                | —                                | 18                               | —                                | —                                | —                                | —                                | —                                | —                                | —                                | —                                                                                    | Alexandra Stan |
| 2011   | "(One) Million (ft. Carlprit)" | —                                | —                                | —                                | —                                | —                                | —                                | —                                | —                                | —                                | —                                | —                                | —                                | —                                                                                    |                |

### Glazbeni video
| Godina | Pjesma                     | Album          |
| ------ | -------------------------- | -------------- |
| 2009   | "Lollipop (Param Pam Pam)" | Alexandra Stan |
| 2010   | "Mr. Saxobeat"             | Alexandra Stan |
| 2011   | "Get Back (ASAP)"          | Alexandra Stan |

## Poveznice
- Službena web stranica
- Web stranica fanova
- MySpace
- Facebook
- Twitter
- YouTube